# 高野大膳
高野 大膳（たかの　たいぜん、生没年不詳）は安土桃山時代から江戸時代前期の武将。立花氏の家臣。柳川藩士。立花四天王の一人。
本名は不詳、正確には高野大膳亮。玄蕃允とも。

## 出身
大分県豊後大野市大野町藤北高野／大神姓緒方氏族、家紋は「丸に三つ鱗」、「丸に抱き茗荷」。

## 概要
天文4年（1535年）8月22日、肥後菊池氏などの肥後国人の反乱の際には、主君鑑連に従って、同僚の戸次親宗、綿貫吉基、由布惟巍、足達左京、安東連之、海老名肥前、小野鑑幸らと共に肥後国に出陣して車返の戦いで勇猛奮戦し、乱を鎮圧した。
弘治2年（1556年）小原鑑元、本庄新左衛門尉統綱、中村新兵衛長直（名は鎮信とも）、賀来紀伊守惟重らが起こした謀反（姓氏対立事件）で主君鑑連の出陣に従い、5月19日、同僚の由布惟信と足達左京と安東家貞、一族の高野九郎兵衛と共に奪斗比類なき働きをもって鑑連から感状を賜う。
永禄8年（1565年）4月27日～5月、吉弘鑑理と道雪（鑑連は1563年に出家）が大友家に叛旗を翻した立花山城主・立花鑑載を攻めた際も一番鑓と捨身な戦功を立ている。
永禄11年（1568年）毛利元就の調略を受けた鑑載を攻めた際、毛利軍の清水宗知(左近将監、清水宗治の兄)、高橋鑑種家臣・衛藤尾張守、原田親種の連合軍との立花山城下での戦いにおいて、大膳は道雪軍の６番隊の将として戦い、衛藤尾張守の首級を挙げた。この頃の大膳は、立花氏を継ぐ前の戸次鑑連の豊後戸次氏家臣として、安東家忠、十時惟忠、由布惟明らと並び戸次四天王として称され、九州で武名を轟かせた。
天正6年（1578年）の耳川の戦い以降宗像氏・麻生氏・原田氏ら筑前国衆の反乱がおきると、道雪・高橋紹運がその鎮圧に乗り出す。さらに筑前国で勢力を伸ばしていた秋月種実、筑紫広門らとの戦いなどを経て、大膳は由布惟信、十時連貞、安東家忠らと並び立花四天王として称された。生涯で二十七枚の感状を得たと伝わる。また主君道雪によって「臂力衆人に超え、剛勇無比の士」と評されている。
天正10年（1582年）12月5日、築後の国人黒木家永(実久、鎮連)と、道雪の猶子・戸次鎮連から高野玄番允への領地を安堵する書状が出ている。
天正13年（1585年）9月11日に道雪が柳川城攻略の最中陣没すると、豊後の戸次鎮連に仕え、のち鎮連が大友家に対する謀反の疑いで自害、その子・戸次統常も戸次川の戦いで戦死した後、或いは大友家の改易後、一族と共に立花宗茂に仕えると推測された。
宗茂は豊臣秀吉に柳川13万2000石の大名として認められると、秀吉に従い九州平定・小田原征伐・文禄の役・慶長の役に出陣した。朝鮮渡航では高野式部之允、高野弥源次ら大膳の一族と思われる人物がみられる。また永禄5年の柳川城普請の際、伏見の立花屋敷で留守、管理の高野式部もみられる。
慶長5年（1600年）関ヶ原の戦いで西軍につき、大津城の戦い（高野四郎左衛門、高野久右衛門らが活躍）・柳川城の戦いに参戦したため、戦後改易され、浪人となる。
元和6年（1620年）宗茂は徳川家の治下から旧領の筑後柳川10万9,200石を与えられると、高野喜左衛門という人物が領地を与えられている。

## 参考資料
- 渡辺村男 『旧柳川藩志』（青潮社、1957年）
- 渡辺村男 『柳川藩叢書 第一集』（青潮社、1922年）
- 『柳川市史　史料篇Ｖ　近世文書（前篇）』（柳川市史編集委員会、2011年）
- 岡茂政『柳川史話』（柳川郷土研究会、青潮社、1984年）